# Айх
Айх (нім. Aich) — річка в Німеччині, протікає по землі Баден-Вюртемберг, річковий індекс 23818. Загальна довжина річки 29,7 км. Висота витоку 431 м. Висота гирла 268 м.
Річка Айх бере початок у межах міста Гольцгерлінген. Тече на схід повз комуни Шенайх, через міста Вальденбух і Айхталь. Через долину річки перекинутий міст Айхтальбрюке (нім. Aichtalbrücke) федеральної автодороги B 27.
Айх впадає в річку Неккар на північній околиці міста Нюртінген.

### Verlauf

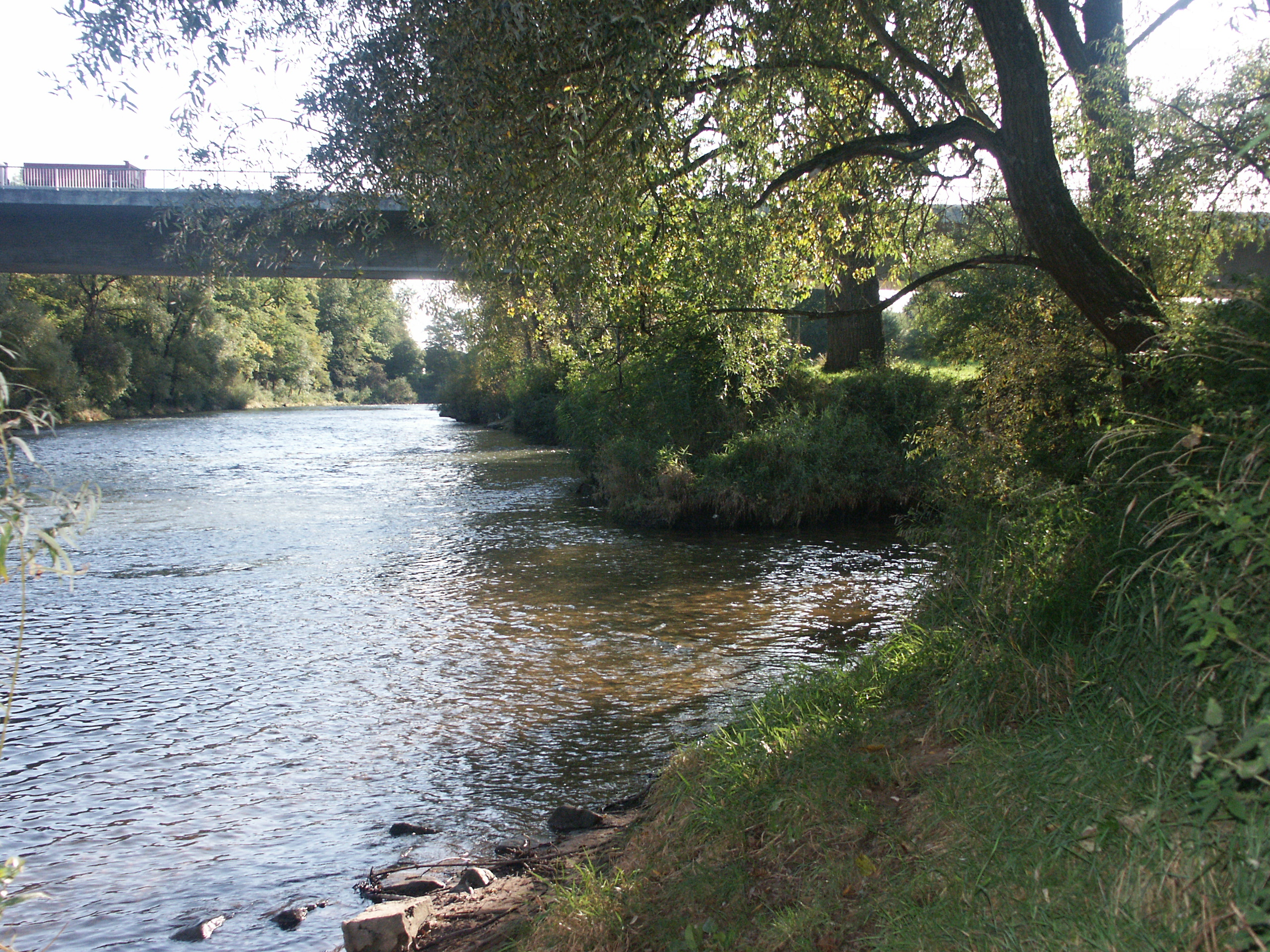
Гирло річки Айх

## Географія

### Притоки
Неповний список притоків:
| Eschelbach               | п | 2,2 км, | 1,8 км²  |
| Aischbach                | п | 3,1 км, | 2,8 км²  |
| Keckbach                 | п | 1,6 км, | 1,9 км²  |
| Krähenbach               | л | 4,8 км, | 8,1 км²  |
| Kohlklingenbach          | п | 0,4 км  |          |
| Seebach                  | л | 2,1 км, | 1,9 км²  |
| (Bach aus der) Losklinge | л | 1,6 км  |          |
| Seebach                  | л | 6,9 км, | 14,8 км² |
| Laubbach                 | п | 1,6 км  |          |
| Faulbach                 | п | 3,0 км  |          |
| Erbeerbühl(bach)         | л | 1,4 км  |          |
| ...                      |   |         |          |